# László Horváth (pięcioboista nowoczesny)
László Horváth (ur. 21 kwietnia 1946 w Csornie, zm. 3 lipca 2025) – węgierski pięcioboista nowoczesny. Srebrny medalista olimpijski z Moskwy.
Zawody w 1980 były jego jedynymi igrzyskami olimpijskimi. Indywidualnie zajął dziewiętnaste miejsce, wspólnie z kolegami zajął drugie miejsce w drużynie, partnerowali mu Tibor Maracskó i Tamás Szombathelyi. Na mistrzostwach świata zdobył w drużynie srebro w 1979 oraz brąz w 1973 i 1977.